# Hippolyte Lamarche
Hippolyte Dumas de Lamarche, né le 8 février 1789 à Lons-le-Saunier et mort le 24 avril 1860 à Paris 9e, est un journaliste et dramaturge français.

## Biographie
Après avoir fait de bonnes études à Lyon, Lamarche entra, à 15 ans, dans la marine et se signala, à l’époque du siège de Stralsund, dans plusieurs affaires contre les Suédois. En 1810, il passa dans la cavalerie et fut promu, en Espagne, au grade de capitaine.
À la Restauration, en 1816, l’armée impériale dont il faisait partie fut licenciée et ce grade lui fut ôté. Après avoir fait la guerre pendant dix ans, Lamarche vécut retiré dans sa famille, s’occupant, dans un premier temps, de travaux industriels, notamment, de la fabrication du sucre, avant que son gout pour l’étude ne l’entraine vers le théâtre et, le 3 juin 1830, il fit représenter à l’Odéon de Paris une imitation, en trois actes et en vers, du Marchand de Venise de Shakespeare, pièce qui eut du succès.
Les événements politiques l’éloignèrent de la carrière dramatique. La révolution de Juillet 1830 lui restitua son grade de capitaine, et il alla prendre part à la révolution de Belgique, avec son jeune frère qui mourut en combattant auprès de Frédéric de Merode. Nommé chef du bureau de la cavalerie ministère de la guerre en Belgique, il se démit de ses fonctions à la fin de 1831.
Revenu en France, il se lança, à partir de 1831, dans le journalisme, d’abord au Messager des Chambres, journal d’opposition constitutionnelle, où il traita avec autorité la question belge. De là, il passa au Journal du Commerce qu’il abandonna bientôt pour entrer au Siècle, en 1857, où il a été successivement le collaborateur de Chambolle, Pérée et Havin. Collaborateur très utile et très actif, connaissant à fond l’histoire politique, militaire et diplomatique de la première moitié du XIXe siècle depuis la Revolution, il traitait la politique étrangère. Plusieurs fois, les événements ont prouvé la sureté de ses prévisions et de ses jugements personnels. Une finesse d’observations et une sorte d’intuition le firent surnommer « le diplomate du siècle ».
La Révolution de 1848 le trouva chaud partisan des réformes, mais non socialiste. Il voulait attendre de l’expérience ce que la théorie n’avait pu lui enseigner. En 1851, il partagea les opinions du journal qu’il représentait, avec la conscience de l’honnêteté qui lui faisait un devoir de modérer ses pensées, de les dire sans âpreté, avec l’ardeur d’un patriote éprouvé, sans pousser à la révolte ni à l’insurrection. Appartenant à la génération révolutionnaire, qui avait servi la France sur les champs de bataille et, après les défaites, servit encore, de sa plume, sa patrie, infatigable au travail, il avait un esprit élevé qu’il avait mis au service de ses amis politiques depuis 25 ans.
Parmi ses travaux littéraires inédits, on a signalé des poésies et chansons qui ont reçu l’approbation de Béranger lui-même.

## Publications
- L’Europe et la Russie, remarques sur le siège de Sébastopol, et sur la paix de Paris, etc., Paris, Saint Denis, 1857.
- Projet de constitution et catéchisme républicain servant d’exposé des motifs, Paris, Paulin, 1848.
- La Politique et les religions, études d’un journaliste, Paris, Pagnerre, 1859.
- L’Algérie, son influence sur les destinées de la France et de l’Europe, Paris, Paulin, 1846.
- Les Turcs et les Russes, Paris, G. Barba, 1856, in-4°.
- Histoire de la guerre d’Orient, Paris, G. Barba, 1854-1856.
- L’Algérie, son influence sur les destinées de la France et de l’Europe, Paris, Paulin, 1846.

## Sources
- C.-J. Dufaÿ, Galerie militaire de l’Ain : Biographie des personnages notables du département de l’Ain depuis les temps les plus reculés jusqu’à nos jours avec l’indication des hommes de guerre qui, nés hors du département s’y sont fait remarquer dans leurs fonctions ou par leurs écrits, Bourg, L. Grandin, 1874, 511 p. (lire en ligne), p. 296-8.
- Edmond Texier, Biographie des Journalistes : Histoire des journaux, Paris, Pagnerre, 1850, 256 p. (lire en ligne), p. 128-9.